# 馬頭圍邨
22°19′22″N 114°11′14″E / 22.322835°N 114.187215°E
馬頭圍邨（英語：Ma Tau Wai Estate）是香港的香港房屋委員會轄下的一個公共屋邨，由前香港屋宇建設委員會所興建，位於九龍九龍城區，於1962年入伙，是九龍城區內現存最舊的屋邨，由嘉怡物業管理有限公司負責屋邨管理，佔地逾2.9148公頃。

## 簡介
馬頭圍邨原址本為二皇殿村，1920年代清拆。1938年成為收容難民的馬頭涌難民營和戰時的戰俘營，1950年代末，部份地皮用作興建公共屋邨，由前香港屋宇建設委員會所興建，於1962年落成入伙。邨內的馬頭角道政府合署曾經是前香港屋宇建設委員會總部所在。馬頭圍邨由前香港屋宇建設委員會建築師廖本懷和范夫先生設計，聯星建築有限公司（即現時之保華德祥營造有限公司）承建，是首個由屋宇建設委員會自行設計的屋邨，而本邨的單位設計亦成爲了後來不少標準公屋單位設計的藍本。

## 未來發展

### 重建計劃
香港房屋委員會於2014年3月宣布，為增加公屋供應，決定將包括馬頭圍邨在內的20條落成超過40年的屋邨，開始規劃重建，將進行一系列技術研究，待完成後才能決定重建時間表。
2021年10月，行政長官林鄭月娥發表施政報告，提及政府會邀請房委會研究重建馬頭圍邨及西環邨。據政府消息人士表示，當局計劃在鄰近盲人輔導會的一幅土瓜灣道地皮興建公屋，預料2027至28年落成，提供約600個單位以安置馬頭圍邨首批住戶。至於馬頭圍邨則分期重建，在原址重建單位後，再逐批遷置現有住戶，估計馬頭圍邨原址重建後提供約4000伙單位，目前暫未有具體落成時間表。

## 屋邨資料

### 樓宇
| 樓宇名稱（座號）               | 樓宇類型              | 落成年份 | 樓宇層數（住宅層數） | 每層伙數 | 單位總數（伙） | 建築師                              | 承建商                | 提供升降機的廠商 （更換前） | 提供升降機的廠商 （更換後） | 期數 |
| ------------------------------ | --------------------- | -------- | -------------------- | -------- | -------------- | ----------------------------------- | --------------------- | --------------------------- | --------------------------- | ---- |
| 洋葵樓 （A1及A2座）  | 舊長型 （中央走廊式） | 1965年   | 14 （13）            | 22       | 286            | 廖本懷、范夫 （香港屋宇建設委員會） | 聯星建築 （保華德祥） | 迅達                        | Goldstar                    | 2    |
| 水仙樓 （A3及A4座）  | 舊長型 （中央走廊式） | 1962年   | 14 （13）            | 42       | 546            | 廖本懷、范夫 （香港屋宇建設委員會） | 聯星建築 （保華德祥） | 迅達                        | Goldstar                    | 1    |
| 玫瑰樓 （A5及A6座）  | 舊長型 （中央走廊式） | 1962年   | 14 （13）            | 28       | 364            | 廖本懷、范夫 （香港屋宇建設委員會） | 聯星建築 （保華德祥） | 迅達                        | Goldstar                    | 1    |
| 夜合樓 （A7及A8座）  | 舊長型 （中央走廊式） | 1962年   | 14 （13）            | 32       | 416            | 廖本懷、范夫 （香港屋宇建設委員會） | 聯星建築 （保華德祥） | 迅達                        | Goldstar                    | 1    |
| 芙蓉樓 （B1及B2座）  | 舊長型 （中央走廊式） | 1962年   | 14 （13）            | 34       | 442            | 廖本懷、范夫 （香港屋宇建設委員會） | 聯星建築 （保華德祥） | 迅達                        | Goldstar                    | 1    |

粗體表示該樓宇牽涉26座問題公屋醜聞，其混凝土強度未達高層單位20.7MPa或低層單位31MPa的標準，但遲至1990年代才被揭發，由於情況並不嚴重，故此一直未列入「整體重建計劃」。

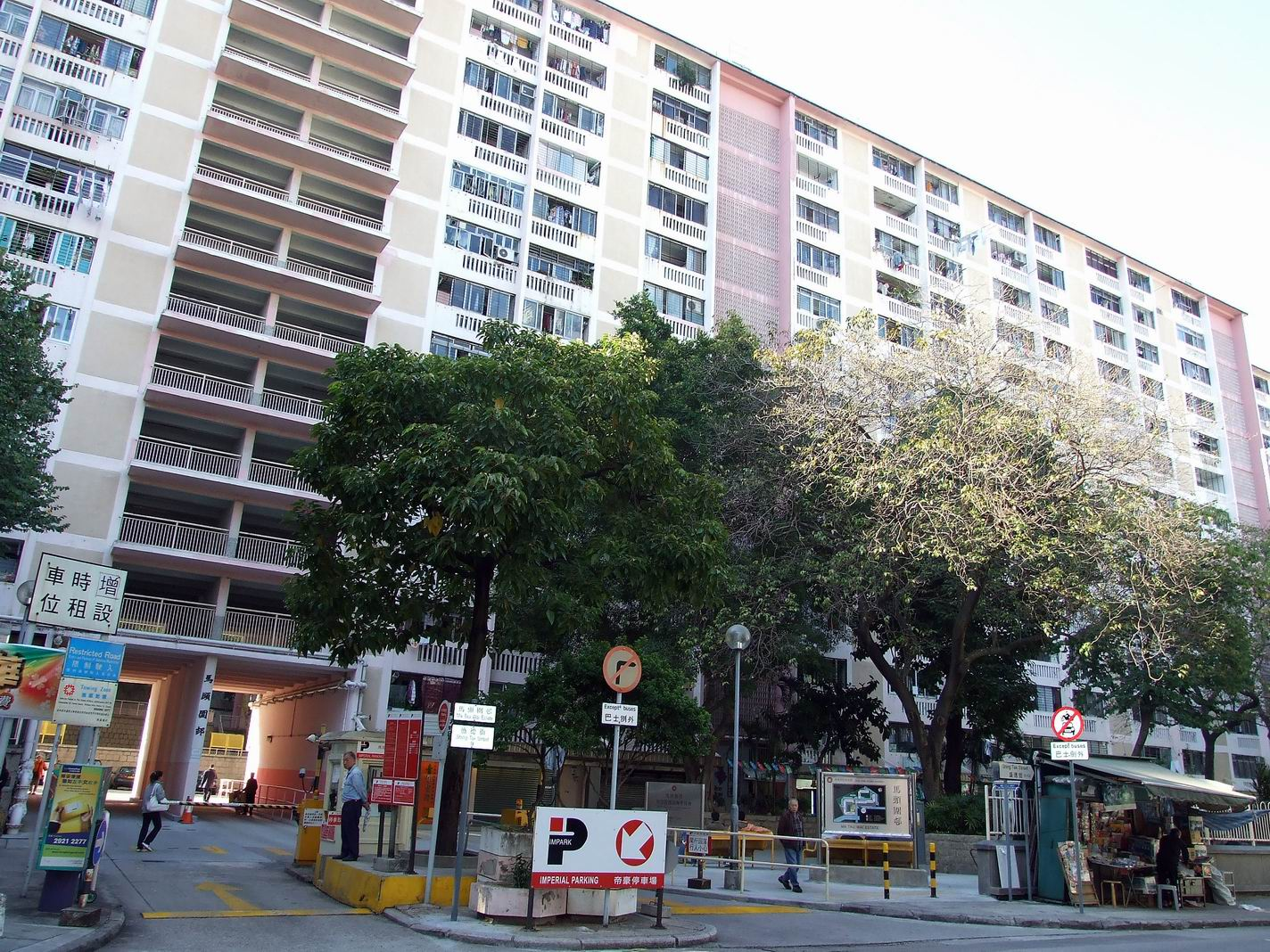
玫瑰樓
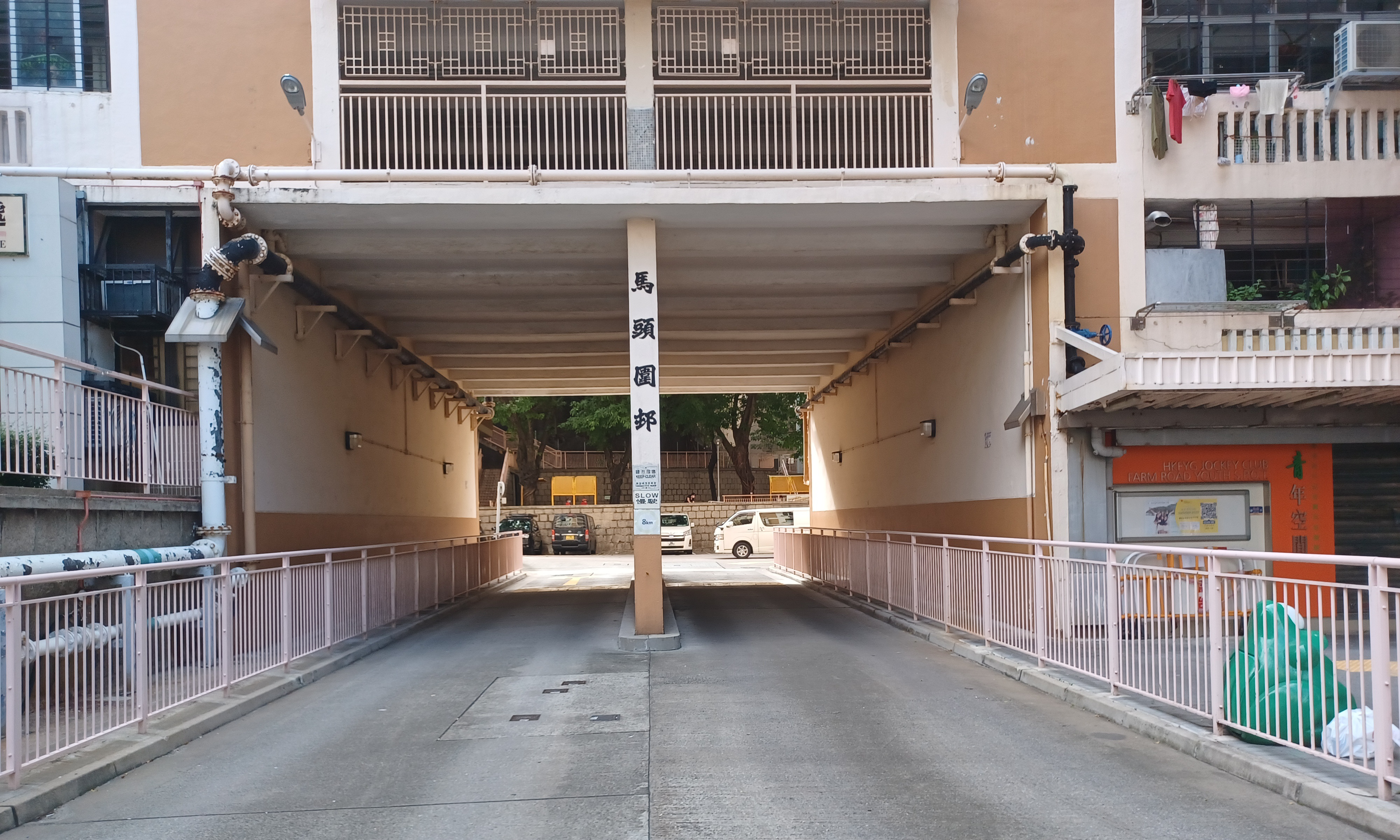
玫瑰樓車道
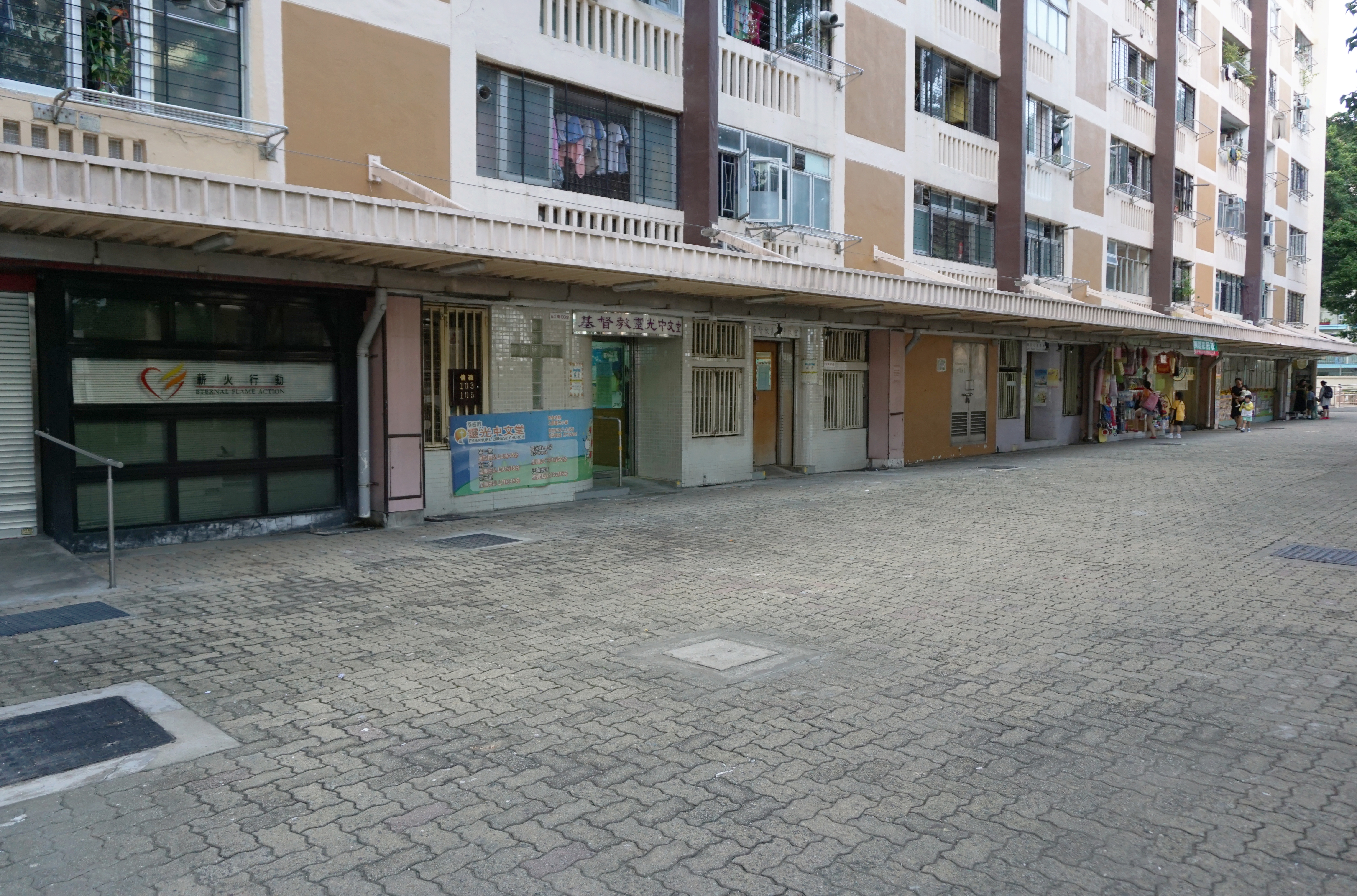
夜合樓地舖
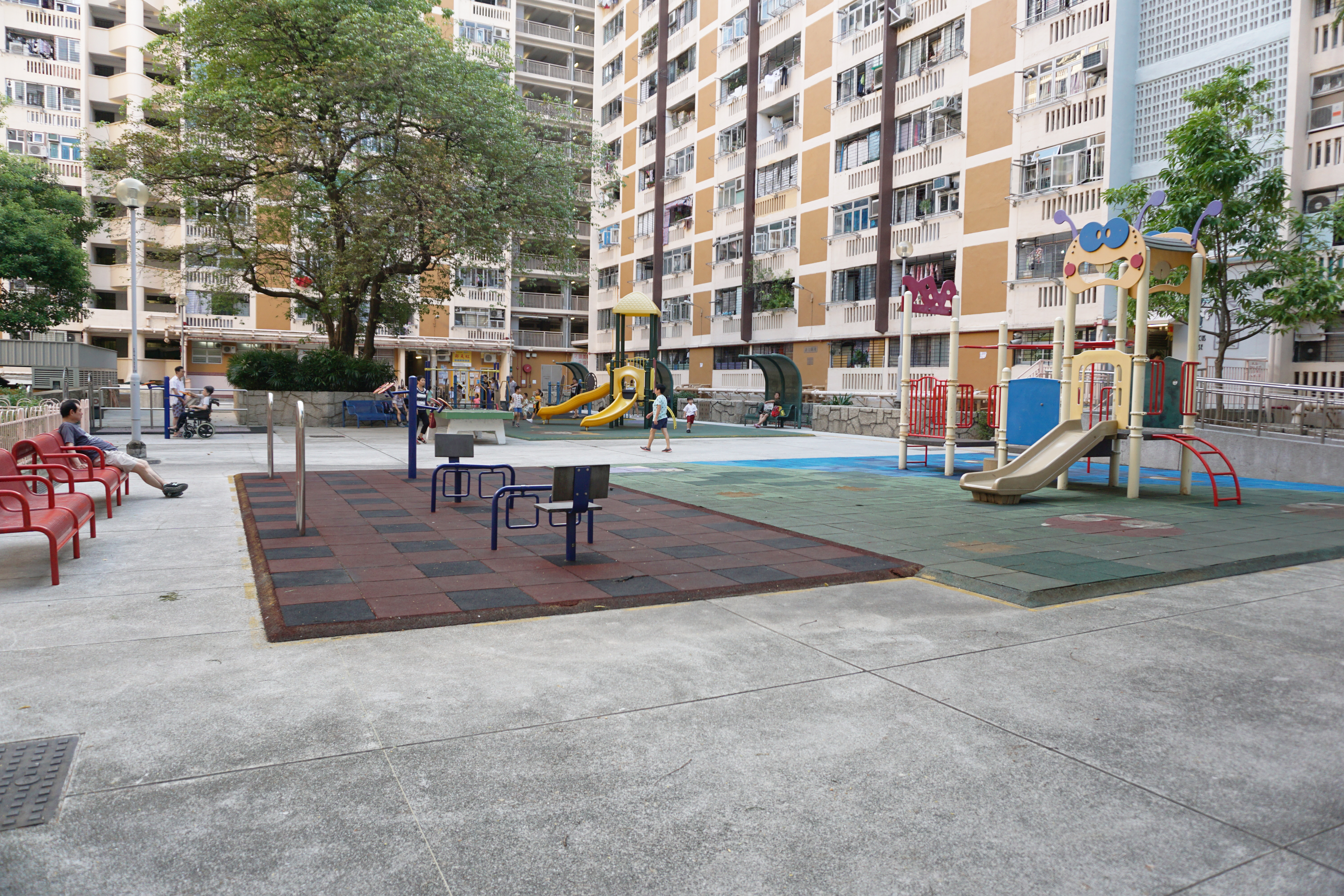
卵石路步行徑、健體區、乒乓球枱及兒童遊樂場

## 教育

### 幼稚園
- 基督教香港信義會馬頭圍幼兒學校（页面存档备份，存于）（原名為粵南信義會腓力堂馬頭圍幼兒學園，1977年創辦）

### 小學
- 馬頭涌官立小學

## 事件
2018年，洋葵樓發生過一宗火警，8樓的一個單位由於電綫短路，導致發生火警事故，事件中無人受傷。

## 外部連結
- 房委會物業位置及資料 馬頭圍邨（页面存档备份，存于）
- Docomomo Hong Kong：馬頭圍邨（页面存档备份，存于）